# Вильсек-де-Корбьер
Вильсе́к-де-Корбье́р (фр. Villesèque-des-Corbières) — коммуна во Франции, находится в регионе Лангедок — Руссильон. Департамент коммуны — Од. Входит в состав кантона Дюрбан-Корбьер. Округ коммуны — Нарбонна.
Код INSEE коммуны — 11436.

## Население
Население коммуны на 2008 год составляло 388 человек.
| 1962 | 1968 | 1975 | 1982 | 1990 | 1999 | 2008 |
| ---- | ---- | ---- | ---- | ---- | ---- | ---- |
| 454  | 455  | 348  | 310  | 306  | 312  | 388  |

## Экономика
В 2007 году среди 240 человек в трудоспособном возрасте (15—64 лет) 164 были экономически активными, 76 — неактивными (показатель активности — 68,3 %, в 1999 году было 69,6 %). Из 164 активных работали 133 человека (70 мужчин и 63 женщины), безработных было 31 (17 мужчин и 14 женщин). Среди 76 неактивных 21 человек был учеником или студентом, 25 — пенсионерами, 30 были неактивными по другим причинам.